# Exception d'illégalité
L'exception d'illégalité est la voie de droit par laquelle une partie au litige demande au juge, en cours d'instance, de constater l'illégalité d'un acte et de le déclarer inapplicable en l'espèce.
Cette technique procédurale est utilisée notamment afin de contrer l'application du droit national lorsque celui-ci est contraire au droit de l'Union européenne.
Cette technique est également utilisée en droit interne français s'agissant de la contestation par exception d'illégalité d'un acte réglementaire à l'occasion d'un recours contre un acte individuel. Ces modalités ont récemment été resserrées par le Conseil d'État.

## Exception d'illégalité en droit administratif français
Le mécanisme de l’exception d’illégalité permet de contester la légalité d’une décision à l’occasion d’un recours contentieux formé contre une autre décision. Le requérant contestant une décision B cherche ainsi à en obtenir l’annulation en se prévalant de l’illégalité d’une décision A, au motif que si la décision A est illégale, la décision B l’est nécessairement.
Le Conseil d'État admet l'exception d'illégalité des actes règlementaires. Cependant, tous les moyens ne peuvent pas être invoqués, notamment les vices de forme ou de procédure :
« Si, dans le cadre de ces deux contestations, la légalité des règles fixées par l’acte réglementaire, la compétence de son auteur et l’existence d’un détournement de pouvoir peuvent être utilement critiquées, il n’en va pas de même des conditions d’édiction de cet acte, les vices de forme et de procédure dont il serait entaché ne pouvant être utilement invoqués que dans le cadre du recours pour excès de pouvoir dirigé contre l’acte réglementaire lui-même et introduit avant l’expiration du délai de recours contentieux. » (CE, 18 mai 2018 n°411045 et 414583).